# Waygaarder Koog
Der Waygaarder Koog ist ein Koog im Südosten der Gemeinde Dagebüll im ehemaligen Mündungsgebiet der Lecker Au und der Soholmer Au. Der in den Jahren 1574–1577 bedeichte Koog umfasst heute eine Fläche von 435 ha bei einer Deichlänge von rund 2,8 km. Im Koog liegt der Dagebüller Ortsteil Waygaard.